# 筑紫野市総合公園
筑紫野市総合公園（ちくしのしそうごうこうえん）は、福岡県筑紫野市にある公園で、分類は総合公園。天拝湖ほとりの丘の上にあり、大きな帆船風のアスレチックの他さまざまな遊具がある。

## 所在地
- 〒818-0046 福岡県筑紫野市大字山口382-1

## 交通アクセス
- 西鉄天神大牟田線西鉄二日市駅より西鉄バス山口ゆきに乗車し「天拝湖入口」下車、徒歩26分（2.1㎞）
- 九州自動車道筑紫野インターチェンジより4.2㎞

## 営業時間
- 3月 - 10月 : 9:00 - 18:00
- 11月 - 2月 : 9:00 - 17:00
- 休日 : 12月29日 - 1月3日
- 料金 : 無料
- 駐車台数 : 約150台（無料）